# Enric Sarasol i Soler
Enric Sarasol Soler (El Genovés, 1964), conegut com a Sarasol I, va ser un dels pilotaris més tècnics als trinquets i, després de retirar-se, entre el 2004 i el 2007, ocupà el càrrec de director general d'Esports de la Generalitat Valenciana. A l'escala i corda jugava en parella amb el seu germà José María, Sarasol II.

## Història[1]
S'inicia jugant a raspall com la majoria de xiquets del seu poble. Als quinze anys va tindre l'oportunitat de debutar al Campionat Juvenil d'Escala i Corda en substitució de Fenollosa. En aquelles partides ja es veia que Sarasol podia arribar a ser el gran jugador que és, ja que se li endevinaven les traces.
Ben prompte comença a enfrontar-se amb els grans professionals, sobretot al trinquet de Guadassuar, on es pot dir que es va fer com a jugador. De fet l'any 83 va obtindre un gran èxit en guanyar mà a mà Fredi, proesa que va repetir al trinquet de Carlet davant Eusebio.
El 1986 queda subcampió en el I Campionat Individual darrere un insuperable Genovés I. Torna a repetir la gesta als anys 89,90,91 però és al 92 quan bufen nous vents i aconseguix el Campionat Individual precisament contra Genovés, el qual va guanyar també en les edicions 93 i 94.
En el 96 recupera el Campionat i el manté en el 97. L'any 98 es va lesionar mentre jugava contra Álvaro, però un any més tard torna a guanyar l'Individual. Ha igualat el rècord del Genovés I en sumar 6 títols del Campionat Individual, només superats per Álvaro.
El currículum de Sarasol I és complet. Té en el seu haver la pràctica totalitat dels guardons referits a les diferents competicions de pilota que hi ha hagut als últims anys. Ha aconseguit el triomf de la Lliga Professional d'Escala i Corda- Circuit Bancaixa les temporades, 97-98 i 98-99 formant parella amb el seu germà Sarasol II, un guardó que ja havia aconseguit en la primera Lliga.
A més, està en possessió del títol de Campió Mundial de Pilota com a membre de la Selecció Valenciana de Pilota i de l'Europeu, i ha estat considerat el millor jugador del món al Mundial disputat a València el 1993. Li ha estat concedida la Medalla de la Generalitat valenciana al mèrit esportiu.

## Palmarés
- Campió del Campionat Nacional d'Escala i Corda: 1992
  - Subcampió del Campionat Nacional d'Escala i Corda: 1990
- Campió del Circuit Bancaixa: 1992, 1998 i 1999
  - Subcampió del Circuit Bancaixa: 2004
- Campió del Trofeu Individual Bancaixa: 1992, 1993, 1994, 1996, 1997 i 1999
  - Subcampió del Trofeu Individual Bancaixa: 1986, 1989, 1990, 1991, i 2002

Campionats Internacionals de Pilota
- Campió del Torneig 5 Nacions: València 1993
- Millor jugador del Món: València 2000
- Campió europeu de Llargues: Imperia (Itàlia) 1999
- Campió del món de Llargues València 1996, Maubege 1998 i València 2000